# Dark Angel
Dark Angel je američki thrash metal sastav, poznat po izuzetno brzom tempu sviranja.

## Povijest sastava
Sastav je osnovan 1981. godine u Downeyu, te su do 1991. godine snimili četiri studijska albuma. Unatoč tome što su počeli raditi i na petom albumu, iduće godine sastav se raspada kako bi mogli samostalno nastaviti karijere. Tako je primjerice bubnjar Dave Hoglan bio član sastava Death i Testament, a pjevač Ron Rinehart je osnovao novi sastav Oil. Deset godina nakon raspada, Dark Angel se ponovo okupio 2002. godine u postavi Ron Rinehart (vokal), Eric Meyer (gitara), Danyael Williams (bas-gitara) i Gene Hoglan (bubnjevi). No 2005. godine, zbog zdravstvenih problema, Rinehart je morao okončat glazbenu karijeru, te je sastav ponovo raspušten. U kolovozu 2013., ponovno se okupljaju, zajedno s originalnim pjevačem Donom Dotyjem, koji je napustio sastav prije 26 godina. Prvi nastup imat će na festivalu Keep it True u Njemačkoj 2014. godine.

## Članovi sastava
Trenutačna postava
- Don Doty – vokali (1981. – 1987., 2013.-danas)
- Eric Meyer – gitara (1984. – 1992., 2002. – 2005., 2013.-danas)
- Gene Hoglan – bubnjevi (1984. – 1992., 2002. – 2005., 2013.-danas)
- Mike Gonzalez – bas-gitara (1986. – 1992., 2013.-danas)
- Justin Zych – gitara (2013.-danas)

Bivši članovi
- Ron Rinehart – vokali (1987. – 1992., 2002. – 2005.)
- Jim Drabos – vokali (1987.)
- Jim Durkin – gitara (1981-1989, 2002.)
- Brett Eriksen – gitara (1989. – 1991.)
- Cris McCarthy – gitara (1991. – 1992.)
- Rob Yahn – bas-gitara (1981. – 1986.)
- Mike Andrade – bubnjevi (1981. – 1983.)
- Jack Schwartz – bubnjevi (1983. – 1984.)
- Lee Rausch – bubnjevi (1984.)
- Justin Mann – bubnjevi (1985.)
- Danyael Williams – bas-gitara (2002. – 2005.)

## Diskografija
- We Have Arrived (1985.)
- Darkness Descends (1986.)
- Leave Scars (1989.)
- Time Does Not Heal (1991.)

## Vanjske poveznice
- Dark Angel na Encyclopaediji Metallum